# Jerzy Langer (chemik)
Jerzy Józef Langer (ur. 25 lutego 1946 w Bad Harzburg) – polski chemik, prof. dr hab. nauk chemicznych, profesor zwyczajny Pracowni Fizykochemii Materiałów i Nanotechnologii Wydziału Chemii Uniwersytetu im. Adama Mickiewicza w Poznaniu.

## Życiorys
Jerzy Langer urodził się 25 lutego 1946 roku w Bad Harzburg w rodzinie Bronisława i Haliny z d. Cendrowskiej. W tym samym roku przyjechał do Polski. W 1964 ukończył Liceum Ogólnokształcące w Śremie. W 1969 uzyskał tytuł magistra chemii, a w 1974 tytuł magistra fizyki, w 1975 obronił pracę doktorską, otrzymując doktorat, a w 1989 habilitował się na podstawie oceny dorobku naukowego i pracy zatytułowanej Elektryczne i magnetyczne właściwości czerni anilinowej. 24 kwietnia 2012 nadano mu tytuł naukowy profesora nauk chemicznych.
Pełni funkcję profesora zwyczajnego w Pracowni Fizykochemii Materiałów i Nanotechnologii na Wydziale Chemii Uniwersytetu im. Adama Mickiewicza w Poznaniu.

## Życie prywatne
Żonaty z Anną Rempulską. Ma dwóch synów.

## Wybrane publikacje
Był encyklopedystą. Został wymieniony w gronie edytorów Ilustrowanej encyklopedii dla wszystkich. Fizyka wydanej w latach 1985-1991 .
- 2001: Przyczynek do studiów nad wytwarzaniem i stosowaniem smół drzewnych wśród społeczności kultury niemeńskiej[1]
- 2004: Dziegciarstwo późnoneolitycznych społeczności kultur pucharów lejkowatych w strefie Kujaw[1]
- 2010: Non-linear optical effects (SRS) in nanostructured polyaniline LED[1]
- 2016: Laser action induced in nanostructured polyaniline LED[1]